# Oleksij Fedorow

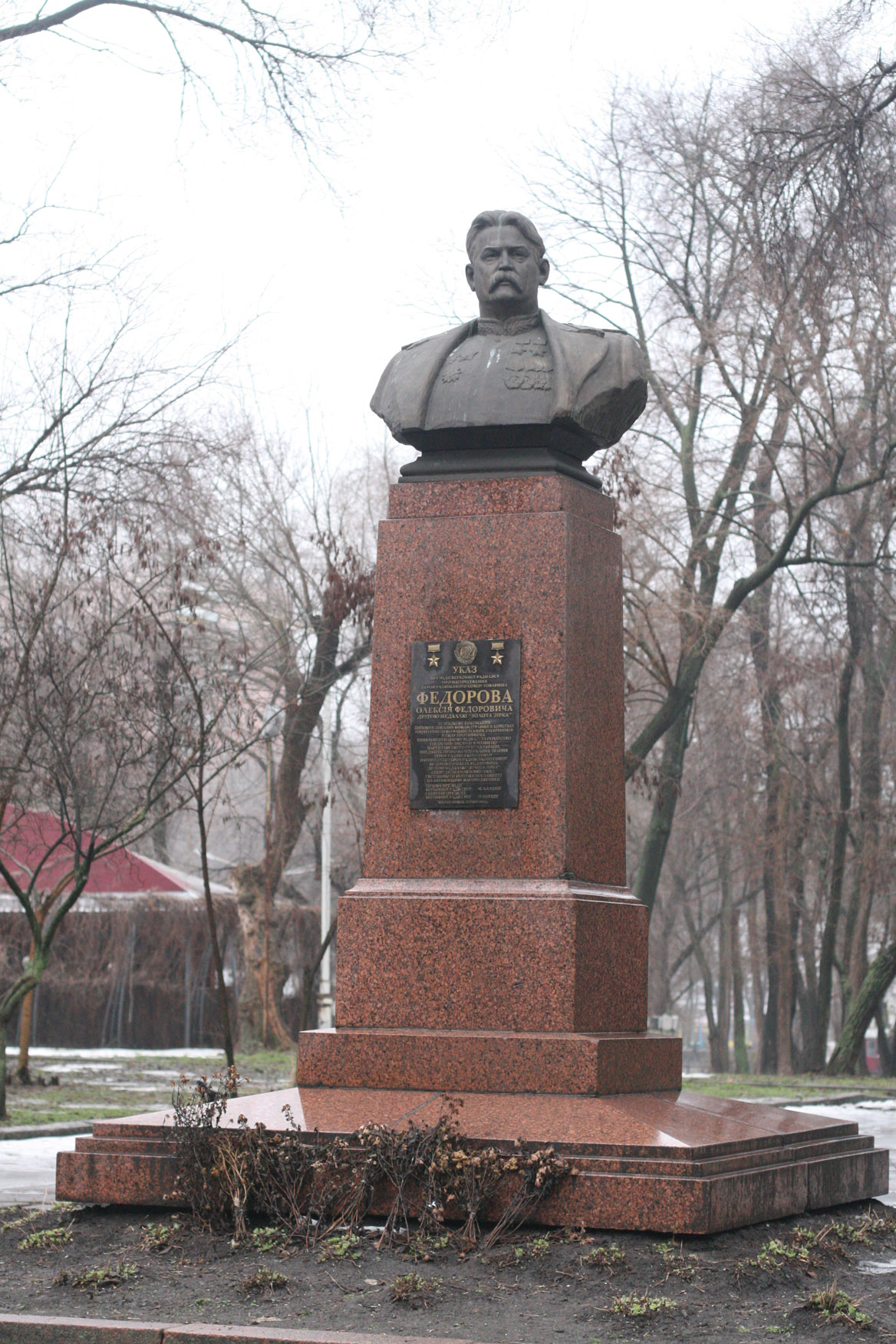
Büste von Fedorow in Dnipro (2009)

Oleksij Fedorowytsch Fedorow (ukrainisch Олексій Федорович Федоров, wiss. Transliteration Oleksij Fedorovyč Fedorov, russisch Алексей Фёдорович Фёдоров ‚Alexei Fjodorowitsch Fjodorow‘, wiss. Transliteration Aleksej Fëdorovič Fëdorov; * 17. Märzjul. / 30. Märzgreg. 1901 in Lozmanskaja Kamenka (heute Teil von Dnipro), Gouvernement Jekaterinoslaw, Russisches Kaiserreich; † 9. September 1989 in Kiew, Ukrainische SSR, Sowjetunion) war ein sowjetisch-ukrainischer Anführer der sowjetischen Partisanen, die im Zweiten Weltkrieg gegen die deutschen Besatzer kämpften, und ein Generalmajor der Roten Armee.

## Leben
Fedorow wurde in der heutigen Ukraine geboren. Er stammte aus einer Bauernfamilie und besuchte nur vier Jahre die Grundschule. Mit 17 Jahren begann er als Handwerker zu arbeiten. 1920 schloss er sich im Russischen Bürgerkrieg der Roten Armee an, in der er als Kavallerist diente. Nach dem Krieg arbeitete er bis 1929 als Tunnelbauer. Er trat 1927 der Kommunistischen Partei der Sowjetunion bei und begann ab 1930 eine politische Karriere, die 1938 in der Ernennung zum Ersten Sekretär des Regionalkomitees Tschernigow der Kommunistischen Partei der Ukraine gipfelte. Daneben studierte er und schloss 1932 am Tschernigower Technikum ab. Nach dem deutschen Überfall auf die Sowjetunion am 22. Juni 1941 schloss er sich den Partisanen an und wurde im September 1941 Erster Sekretär des Untergrundkomitees der Region Tschernigow. Bis März 1942 befehligte er die lokale Partisaneneinheit, mit der er über tausend deutsche Soldaten getötet haben soll. Im Mai 1942 und nochmals im Januar 1944 wurde er für seine militärischen Erfolge als „Held der Sowjetunion“ ausgezeichnet. Bis im Sommer 1943 unterstützten seine Einheiten den Widerstand in anderen Regionen der Sowjetunion. 1944 wurde er zum Generalmajor ernannt und zog sich wieder in die Politik zurück. 1944–1957 war er Leiter verschiedener Komitees in der Ukraine, 1957 wurde er Minister für Sozialfürsorge in der Ukrainischen SSR, bis 1979 war er Abgeordneter des Obersten Sowjets der UdSSR. Er starb am 9. September 1989 in Kiew.

## Memoiren
Zwischen 1947 und 1954 erschienen seine Memoiren in drei Bänden, die 1954 zu einer Gesamtausgabe unter dem Titel Das illegale Gebietskomitee arbeitet zusammengefasst wurden und ein großer Erfolg waren. Der vierte Band erschien separat 1965. Fedorow hatte die Memoiren in dieser Form nicht selbst geschrieben, sie wurden von Ghostwritern „literarisch bearbeitet“.
Dem ersten Band verdankten die Herausgeber von Lettere di condannati a morte della Resistenza Europea 1954 einen der wenigen überlieferten Abschiedsbriefe sowjetischer Partisanen. Es handelt sich um die junge Partisanin Irina Maloschon aus Schuklja.
Die Memoiren wurden 1978 unter der Regie von Anatoli Bukowski ein erstes Mal für das Fernsehen verfilmt. Die Rolle von Fedorow übernahm Wiktor Schtscherbakow.
Auch der Fernsehfilm mit drei Folgen W lessach pod Kowelem („In den Wäldern bei Kowel“) von 1984 basiert auf Fedorows Memoiren. Fedorow wurde hier von Alexei Buldakow gespielt.

## Gedenken
- Gedenktafel am Haus, in dem Fedorow 1966–1989 gewohnt hat, in Kiew (Vulycja Zan’kovec'koï 9)
- Grabstein auf dem Baikowe-Friedhof in Kiew
- Büste im Park des ewigen Ruhms in Kiew, eingeweiht am 21. September 2013
- Bronzebüste in Dnipro, eingeweiht am 9. Mai 1948
- Gedenkstein in Kamjanka im Rajon Tschernihiw
- Gedenkstein bei der „Partisaneneiche“ in Horodnyzja

## Publikationen
- Podpol’nyj obkom dejstvuet [= Das illegale Gebietskomitee arbeitet]. Voennoe izdatel’stvo, Moskau 1947–1954.
  - 1. Band: Kommunisty uchodjat v podpol’e [= Die Kommunisten gehen in die Illegalität] (1947)
  - 2. Band: Bol’šoj otrjad [= Die große Abteilung] (1949)
  - 3. Band: Vpered na zapad! [= Auf nach Westen!] (1954)
- Poslednjaja zima [= Der letzte Winter]. Literaturnaja zapis’ E. Šatrova. Voennoe izdatel’stvo, Moskau 1965.

### Deutsche Übersetzungen
- Alexej Fjodorow: Das illegale Gebietskomitee arbeitet. Erlebnisbericht. Literarisch bearbeitet von J. Bosnjazki. Aus dem Russischen übersetzt von Resi Winkelmann. Dietz Verlag, [Ost-]Berlin 1957.
- Alexej Fjodorow: Der letzte Winter. Erinnerungen. Literarisch bearbeitet von E. Schatrowa. Aus dem Russischen übersetzt von Horst Wendt. Dietz Verlag, [Ost-]Berlin 1986.